# Йодрак Салакдаї
Йодрак Салакдаі (тай. ยอดรัก สลักใจ);  — таїландський співак та відомий актор.

## Дискографія
- Jod Mai Jak Neaw Na (จดหมายจากแนวหน้า)
- Ai Num Too Pleang (ไอ้หนุ่มตู้เพลง)
- Sam Sib Yang Jeaw (สามสิบยังแจ๋ว)
- Kha Tha Ma Ha Ni Yom (คาถามหานิยม)
- Ar Ray Koe Koo (อะไรก็กู)
- Khob Khun Fan Pleang (ขอบคุณแฟนเพลง)